# Kościół Świętej Trójcy w Szczecinie (Krzekowo)
Kościół Świętej Trójcy – zabytkowy kościół parafii rzymskokatolickiej w Szczecinie Krzekowie, przy ulicy Żołnierskiej 1a; jeden z dwóch kościołów pod tym wezwaniem w mieście, drugi – ewangelicko-augsburski – znajduje się na Łasztowni.

## Historia
Kościół powstał w drugiej połowie XIII wieku w centrum ówczesnej podszczecińskiej wsi – Krzekowa. Pierwsza wzmianka o świątyni pochodzi z 1261 r. Była to budowla z kamieni narzutowych, na planie prostokąta, bez wyodrębnionego prezbiterium, nieposiadająca wieży. W wieku XIV od strony południowej dobudowano kaplicę, która pełni współcześnie funkcję zakrystii. Wykorzystano do tego stary portal. W 1729 r. nastąpiła generalna przebudowa kościoła polegająca na:
- wybudowaniu ceglano-drewnianej, ryglowej wieży zwieńczonej hełmem[3],
- wymianie stropu i więźby dachowej,
- powiększeniu okien,
- wyposażeniu świątyni w nowe, barokowe sprzęty.

Po II wojnie światowej, 18 sierpnia 1949, kościół został poświęcony jako katolicki. 18 czerwca 1973 roku stał się kościołem parafialnym.  
Pracami budowlanymi i renowacyjnymi kierowali proboszczowie: ks. Stanisław Włodek, ks. Jan Zapartek, ks. administrator dr Franciszek Kamiński, ks. dr Tadeusz Czapiga. 

## Architektura
W tym niewielkim obiekcie można wyróżnić trzy różne systemy konstrukcyjno-budowlane:
- mur z kamieni granitowych – korpus nawowy
- mur z cegły – zakrystia
- mur ryglowy – wieża

Z powodu otynkowania korpusu kościoła oraz odeskowania wieży opisane wyżej szczegóły konstrukcyjne nie są bezpośrednio widoczne dla obserwatora z zewnątrz.

## Wyposażenie
Wyposażenie kościoła:
- barokowy ołtarz główny wykonany z drewna,  polichromowany z drugiej połowy XVIII w., po konserwacji dokonanej przez mgr. Stefana Wójcika[3]
- na stropie polichromie na stropie ze scenami: „Zwiastowania”, „Modlitwy w Ogrójcu” oraz wizerunkami czterech ewangelistów z przełomu XVII i XVIII wieku[3]
- fragmenty polichromii ściennych z XVIII w.
- polichromowana, dekoracyjna balustrada empory organowej – II połowa XIX w.
- świecznik wiszący z 1745 r.

## Otoczenie
Wokół kościoła zachował się zabytkowy mur cmentarny z bramką z XV wieku.